# Athlītikos Omilos Sporting Atene
L'A.O. Sporting Atene (in greco: Αθλητικός Όμιλος Σπόρτιγκ Αθήνα - Athlītikos Omilos Sporting Atene) è una società cestistica avente sede ad Atene, in Grecia.

## Storia
L'A.O. Sporting è stato fondato nel 1936, dopo che un gruppo di emigrati greci spostarono lo Sporting Club Istanbul, fondato nel 1924, ad Atene per mantenere la tradizione atletica. Lo Sporting cominciò a crerae i dipartimenti di pallacanestro e pallavolo, e successivamente aggiunse anche box, nuoto e ping pong. Oggi, l'A.O. Sporting Atene è formato solo dal dipartimento di pallacanestro, l'A.O. Sporting B.C..

## Palmarès
- A2 Ethniki: 3

1987-1988, 1990-1991, 2006-2007